# Маркс-Маркус, Карл Карлович
Карл Карлович Маркс-Маркус (нем. Charles Marx-Markus; 11 декабря 1820, Гримма — 14 февраля 1901, Санкт-Петербург) — российский виолончелист, музыкальный педагог и композитор немецкого происхождения.
Окончил Лейпцигскую консерваторию. Ещё студентом в 1840 году поступил в Оркестр Гевандхауса, где играл до 1845 года. Затем, получив рекомендации Феликса Мендельсона и Фердинанда Давида, занял место концертмейстера виолончелей в оперном оркестре в Риге; с 1849 года играл в струнном квартете под руководством Эдуарда Веллера (1820—1871). Давал также уроки (здесь у него учился Арвед Портен). В 1856—1887 гг. играл в оркестре Итальянской оперы в Санкт-Петербурге. Преподавал в инструментальных классах Императорской Придворной певческой капеллы (среди учеников Николай Логановский).
С 1873 г. и до конца жизни преподаватель Санкт-Петербургской консерватории, в 1876—1878 гг. ассистент К. Ю. Давыдова, с 1886 года профессор. У Маркса-Маркуса начинал учиться в консерватории Е. В. Вольф-Израэль, затем перешедший к А. В. Вержбиловичу.
Автор камерных пьес для виолончели соло и в ансамбле, а также транскрипций для своего инструмента (в том числе романсов А. Е. Варламова).